# Atypophthalmus emaceratus
Atypophthalmus emaceratus là một loài ruồi trong họ Limoniidae. Chúng phân bố ở miền Australasia.